# HD 11022
HD 11022，又名CD-42 633，SAO 215650、HR 524，是一颗恒星，视星等为6.18，位于銀經268.52，銀緯-71.43，其B1900.0坐标为赤經1h 43m 2.5s，赤緯-42° -71.43′ 38″。